# Гаф-Мун-Кей
17°12′17″ пн. ш. 87°32′11″ зх. д. / 17.204722222222° пн. ш. 87.536388888889° зх. д.
Гаф-Мун-Кей (англ. Half Moon Caye) — острів і природна пам'ятка Белізу, розташована на південному сході атолу Лайтхаус-Риф. Цей природний пам’ятник був першим природним заповідником, створеним у Белізі відповідно до Закону про системи національних парків в 1981 році, і першою морською охоронюваною територією в Центральній Америці. Це також найстаріше місце захисту дикої природи Белізу, оскільки воно було вперше визначено пташиним заповідником в 1924 році для захисту середовища існування червононогих сул.